# 1525
Il 1525 (MDXXV in numeri romani) è un anno  del XVI secolo.

## Eventi
- 24 febbraio – La battaglia di Pavia, tra i Francesi e gli Imperiali, è risolta grazie all'opera del capitano di ventura forlivese Cesare Hercolani, che permette la cattura di Francesco I di Francia. L'impresa vale all'Hercolani il soprannome di "vincitore di Pavia e la gratitudine di Carlo V d'Asburgo.
- 1º aprile – Trattato di Roma: A seguito della sconfitta rimediata dai Francesi nella Battaglia di Pavia, Papa Clemente VII abbandona l'alleanza con Francesco I di Francia in favore di Carlo V d'Asburgo.
- 14-15 maggio – La battaglia di Frankenhausen, con la cattura di Thomas Müntzer, pone fine alla guerra dei contadini tedeschi in Germania (1524-1525).
- In dicembre, Martin Lutero pubblica il De servo arbitrio.
- Lo scrittore poligrafo Pietro Aretino, scrive La cortigiana, la prima delle sue cinque commedie.

## Nati

### Gennaio
- 1º gennaio - Paolo Morigia, storico italiano († 1604)
- 6 gennaio - Giulio Claro, giurista italiano († 1575)
- 6 gennaio - Kaspar Peucer, medico, matematico e astronomo tedesco († 1602)
- 18 gennaio - Filiberto Pingone, storico italiano († 1582)
- 29 gennaio - Lelio Sozzini, teologo italiano († 1562)

### Febbraio
- 5 febbraio - Juraj Drašković, cardinale croato († 1587)
- 15 febbraio - Rinaldo Corso, letterato, magistrato e vescovo cattolico italiano († 1582)
- 25 febbraio - Gerald FitzGerald, XI conte di Kildare, nobile irlandese († 1585)

### Marzo
- 1º marzo - Giulio Cibo, politico († 1548)
- 4 marzo - Henry Carey, I barone Hunsdon, nobile britannico († 1596)

### Maggio
- 26 maggio - Zhang Juzheng, politico cinese († 1582)

### Giugno
- 19 giugno - Sebastiano Erizzo, umanista e numismatico italiano († 1585)

### Agosto
- 24 agosto - Mildred Cooke, nobildonna e poetessa inglese († 1589)
- 27 agosto - Francesco Maria Tarugi, cardinale italiano († 1608)

### Settembre
- 11 settembre - Giovanni Giorgio di Brandeburgo, nobile tedesco († 1598)
- 18 settembre - Pedro Enríquez de Acevedo, generale e politico spagnolo († 1610)

### Dicembre
- 23 dicembre - Giovanni Alberto I di Meclemburgo-Schwerin, duca tedesco († 1576)
- 24 dicembre - Rocco Guerrini, militare e architetto italiano († 1596)

### Senza giorno specificato
- Giovanni Aldobrandini, cardinale e vescovo cattolico italiano († 1573)
- Tiberio Alfarano, letterato, storico dell'arte e presbitero italiano († 1596)
- Giovanni Battista Amalteo, letterato italiano († 1573)
- Costantino Bonelli, vescovo cattolico sammarinese († 1572)
- Francesco Bossi, vescovo cattolico italiano († 1584)
- Muzio Calini, vescovo cattolico e scrittore italiano († 1570)
- Giovan Battista Cavalieri, incisore e editore italiano († 1601)
- Maternus Cholinus, tipografo e editore tedesco († 1588)
- Fabrizio Colonna, condottiero italiano († 1551)
- Ascanio Condivi, pittore, scultore e scrittore italiano († 1574)
- Claudio Corte, cavaliere italiano
- Giulio De Rossi, pittore italiano († 1591)
- Vincenzo de' Rossi, scultore italiano († 1587)
- Doamna Chiajna, nobile romena († 1588)
- Nicolò Doria, doge († 1592)
- Costanzo Felici, botanico e naturalista italiano († 1585)
- Francisco García, giurista spagnolo († 1583)
- Giovanni Battista Gentile Pignolo, doge († 1595)
- Giobbe, monaco cristiano, arcivescovo ortodosso e santo russo († 1607)
- Girolamo da Paradisoni, religioso italiano († 1577)
- Giuseppe Giustiniani, nobile e diplomatico italiano († 1600)
- Martin Guerre, francese
- Gregorio Hernández de Velasco, umanista, traduttore e presbitero spagnolo († 1586)
- Ferrante Imperato, farmacista e naturalista italiano
- Scipione Lentolo, pastore protestante e teologo italiano († 1599)
- Giovanni Ermanno Ligozzi, pittore italiano († 1605)
- Wilhelmus Lindanus, vescovo cattolico, ebraista e teologo olandese († 1588)
- Corrado Mochis, vetraio tedesco († 1569)
- Pio Enea I Obizzi, nobile italiano († 1589)
- Giordano Orsini di Monterotondo, condottiero italiano († 1564)
- Giovanni Pierluigi da Palestrina, compositore e organista italiano († 1594)
- Arcangelo Piccolomini, medico italiano († 1586)
- Girolamo Pico della Mirandola, nobile e militare italiano († 1588)
- Ludovico II Pico della Mirandola, nobile e condottiero italiano († 1568)
- Roger de Saint-Lary de Bellegarde, militare e politico francese († 1579)
- Egidio Sernicoli, abate italiano († 1590)
- Mehmet Shoraq, ammiraglio turco († 1571)
- Peter Stubbe, serial killer tedesco († 1589)
- Takeda Nobushige, militare giapponese († 1561)
- Takigawa Kazumasu, militare giapponese († 1586)
- Uesugi Tomosada, militare giapponese († 1546)
- Carlo Urbino, pittore italiano († 1585)
- Giovanni Maria Verdizotti, scrittore e pittore italiano († 1600)
- Alessandro Vittoria, scultore italiano († 1608)
- Anton van den Wyngaerde, cartografo e disegnatore fiammingo († 1571)
- Pedro de Pravia, religioso spagnolo († 1590)
- Cristofano dell'Altissimo, pittore italiano († 1605)
- Giovanni di Ligne, nobile olandese († 1568)
- Adriaen van Cronenburg, pittore olandese
- Şehzade Abdullah, principe ottomano

## Morti

### Gennaio
- 14 gennaio - Franciabigio, pittore italiano (n. 1484)
- 15 gennaio - Pietro Dolfin, abate e umanista italiano (n. 1444)

### Febbraio
- 24 febbraio - Fanfulla da Lodi, condottiero italiano (n. 1477)
- 24 febbraio - Guillaume Gouffier de Bonnivet, militare francese
- 24 febbraio - Jacques de La Palice, militare francese
- 24 febbraio - Richard de la Pole, nobile inglese (n. 1480)
- 24 febbraio - Étienne Poncher, arcivescovo cattolico e diplomatico francese (n. 1446)
- 24 febbraio - Louis de la Trémoille, generale francese (n. 1460)
- 24 febbraio - Francesco di Lorena, nobile e militare francese (n. 1506)
- 25 febbraio - Galeazzo Sanseverino, nobile e condottiero italiano
- 28 febbraio - Cuauhtémoc, sovrano azteco (n. 1496)

### Marzo
- 3 marzo - Thomas de Foix-Lescun, militare francese
- 6 marzo - Ludovico Ricchieri, umanista italiano (n. 1469)

### Aprile
- 3 aprile - Giovanni di Bernardo Rucellai, scrittore italiano (n. 1475)
- 11 aprile - Carlo IV d'Alençon, nobile francese (n. 1489)
- 13 aprile - Nunziato d'Antonio, pittore italiano (n. 1468)

### Maggio
- 5 maggio - Federico il Saggio, nobile (n. 1463)
- 9 maggio - Gregor Reisch, umanista, scrittore e enciclopedista tedesco
- 12 maggio - Anna di Meclemburgo-Schwerin, contessa (n. 1485)
- 18 maggio - Pietro Pomponazzi, filosofo e umanista italiano (n. 1462)
- 20 maggio - Alonso Fernández de Lugo, militare spagnolo
- 27 maggio - Thomas Müntzer, pastore protestante tedesco (n. 1489)

### Giugno
- 10 giugno - Florian Geyer, nobile e diplomatico tedesco
- 10 giugno - Tosa Mitsunobu, pittore giapponese (n. 1434)
- 29 giugno - Alfonso Ariosto, diplomatico italiano (n. 1475)

### Luglio
- 5 luglio - Giovanni di Brandeburgo-Ansbach, nobile tedesco (n. 1493)
- 26 luglio - Mario Equicola, umanista e scrittore italiano
- 27 luglio - Guillén-Ramón de Vich y de Vallterra, cardinale e vescovo cattolico spagnolo

### Agosto
- 4 agosto - Andrea della Robbia, scultore e ceramista italiano (n. 1435)
- 10 agosto - Giano Fregoso, doge (n. 1455)

### Settembre
- 23 settembre - Giovanni Gonzaga, condottiero italiano (n. 1474)

### Ottobre
- 3 ottobre - Sigismondo Gonzaga, cardinale italiano (n. 1469)
- 10 ottobre - Thomas West, VIII barone De La Warr, nobile britannico (n. 1457)

### Novembre
- 17 novembre - Eleonora di Viseu, regina (n. 1458)

### Dicembre
- 3 dicembre - Fernando Francesco d'Avalos, condottiero italiano (n. 1490)
- 13 dicembre - Giannozzo Pandolfini, vescovo cattolico italiano
- 30 dicembre - Jacob Fugger, banchiere e mercante tedesco (n. 1459)

### Senza giorno specificato
- Coanacoch
- Giovanni da Vigo, medico e chirurgo italiano (n. 1450)
- Pietro II di Rohan Gié, nobile francese
- Romanello da Forlì, condottiero italiano
- Jorge de Albuquerque, militare portoghese
- Giovanni Maria Angiolello, viaggiatore italiano (n. 1451)
- Beatrice Appiano, nobildonna italiana (n. 1482)
- Antongaleazzo Bentivoglio,  italiano (n. 1472)
- Ortolano, pittore italiano
- Bernardino Bergognone, pittore italiano
- Boccaccio Boccaccino, pittore italiano
- Antonio Bon, politico italiano (n. 1462)
- Franceschino Boxilio, pittore italiano
- Giovanni Bracalone de Carlonibus, condottiero italiano
- Demetrio Franco, presbitero e storico albanese (n. 1443)
- Ulrich Fugger il Giovane, banchiere e mercante tedesco (n. 1490)
- Alejo García, esploratore portoghese
- David Ghirlandaio, pittore italiano (n. 1452)
- Bernardo Giambullari, poeta italiano (n. 1450)
- Fra Giovanni da Verona, intarsiatore, miniatore e scultore italiano
- Giulio Gonzaga, condottiero italiano
- Melchiorre Guerriero,  italiano (n. 1468)
- João de Lisboa, esploratore portoghese (n. 1470)
- Pierfrancesco de' Medici il Giovane, banchiere italiano (n. 1487)
- Michelangelo di Pietro Membrini, pittore italiano
- Luigi Bigi Pittorio, religioso e poeta italiano
- Tommaso Rodari, scultore e architetto svizzero (n. 1460)
- Benedetto Rusconi, pittore italiano (n. 1460)
- Renato di Savoia-Villars, nobile italiano (n. 1468)
- Lucio Cristoforo Scobar, umanista e linguista italiano (n. 1460)
- Lambert Simnel (n. 1477)
- Michael Sittow, pittore estone
- Song Suqing, diplomatico giapponese
- Giovanni Villamarino, vescovo cattolico italiano
- Rhys ap Thomas, militare gallese (n. 1449)

## Calendario
| Calendario 1525 | Calendario 1525 | Calendario 1525 | Calendario 1525 | Calendario 1525 | Calendario 1525 | Calendario 1525 | Calendario 1525 | Calendario 1525 | Calendario 1525 | Calendario 1525 | Calendario 1525 | Calendario 1525 | Calendario 1525 | Calendario 1525 | Calendario 1525 | Calendario 1525 | Calendario 1525 | Calendario 1525 | Calendario 1525 | Calendario 1525 | Calendario 1525 | Calendario 1525 | Calendario 1525 | Calendario 1525 | Calendario 1525 | Calendario 1525 | Calendario 1525 | Calendario 1525 | Calendario 1525 | Calendario 1525 | Calendario 1525 | Calendario 1525 |
| --------------- | --------------- | --------------- | --------------- | --------------- | --------------- | --------------- | --------------- | --------------- | --------------- | --------------- | --------------- | --------------- | --------------- | --------------- | --------------- | --------------- | --------------- | --------------- | --------------- | --------------- | --------------- | --------------- | --------------- | --------------- | --------------- | --------------- | --------------- | --------------- | --------------- | --------------- | --------------- | --------------- |
|                 | 1               | 2               | 3               | 4               | 5               | 6               | 7               | 8               | 9               | 10              | 11              | 12              | 13              | 14              | 15              | 16              | 17              | 18              | 19              | 20              | 21              | 22              | 23              | 24              | 25              | 26              | 27              | 28              | 29              | 30              | 31              |                 |
| Gennaio         | Do              | Lu              | Ma              | Me              | Gi              | Ve              | Sa              | Do              | Lu              | Ma              | Me              | Gi              | Ve              | Sa              | Do              | Lu              | Ma              | Me              | Gi              | Ve              | Sa              | Do              | Lu              | Ma              | Me              | Gi              | Ve              | Sa              | Do              | Lu              | Ma              |                 |
| Febbraio        | Me              | Gi              | Ve              | Sa              | Do              | Lu              | Ma              | Me              | Gi              | Ve              | Sa              | Do              | Lu              | Ma              | Me              | Gi              | Ve              | Sa              | Do              | Lu              | Ma              | Me              | Gi              | Ve              | Sa              | Do              | Lu              | Ma              |                 |                 |                 |                 |
| Marzo           | Me              | Gi              | Ve              | Sa              | Do              | Lu              | Ma              | Me              | Gi              | Ve              | Sa              | Do              | Lu              | Ma              | Me              | Gi              | Ve              | Sa              | Do              | Lu              | Ma              | Me              | Gi              | Ve              | Sa              | Do              | Lu              | Ma              | Me              | Gi              | Ve              |                 |
| Aprile          | Sa              | Do              | Lu              | Ma              | Me              | Gi              | Ve              | Sa              | Do              | Lu              | Ma              | Me              | Gi              | Ve              | Sa              | Do              | Lu              | Ma              | Me              | Gi              | Ve              | Sa              | Do              | Lu              | Ma              | Me              | Gi              | Ve              | Sa              | Do              |                 |                 |
| Maggio          | Lu              | Ma              | Me              | Gi              | Ve              | Sa              | Do              | Lu              | Ma              | Me              | Gi              | Ve              | Sa              | Do              | Lu              | Ma              | Me              | Gi              | Ve              | Sa              | Do              | Lu              | Ma              | Me              | Gi              | Ve              | Sa              | Do              | Lu              | Ma              | Me              |                 |
| Giugno          | Gi              | Ve              | Sa              | Do              | Lu              | Ma              | Me              | Gi              | Ve              | Sa              | Do              | Lu              | Ma              | Me              | Gi              | Ve              | Sa              | Do              | Lu              | Ma              | Me              | Gi              | Ve              | Sa              | Do              | Lu              | Ma              | Me              | Gi              | Ve              |                 |                 |
| Luglio          | Sa              | Do              | Lu              | Ma              | Me              | Gi              | Ve              | Sa              | Do              | Lu              | Ma              | Me              | Gi              | Ve              | Sa              | Do              | Lu              | Ma              | Me              | Gi              | Ve              | Sa              | Do              | Lu              | Ma              | Me              | Gi              | Ve              | Sa              | Do              | Lu              |                 |
| Agosto          | Ma              | Me              | Gi              | Ve              | Sa              | Do              | Lu              | Ma              | Me              | Gi              | Ve              | Sa              | Do              | Lu              | Ma              | Me              | Gi              | Ve              | Sa              | Do              | Lu              | Ma              | Me              | Gi              | Ve              | Sa              | Do              | Lu              | Ma              | Me              | Gi              |                 |
| Settembre       | Ve              | Sa              | Do              | Lu              | Ma              | Me              | Gi              | Ve              | Sa              | Do              | Lu              | Ma              | Me              | Gi              | Ve              | Sa              | Do              | Lu              | Ma              | Me              | Gi              | Ve              | Sa              | Do              | Lu              | Ma              | Me              | Gi              | Ve              | Sa              |                 |                 |
| Ottobre         | Do              | Lu              | Ma              | Me              | Gi              | Ve              | Sa              | Do              | Lu              | Ma              | Me              | Gi              | Ve              | Sa              | Do              | Lu              | Ma              | Me              | Gi              | Ve              | Sa              | Do              | Lu              | Ma              | Me              | Gi              | Ve              | Sa              | Do              | Lu              | Ma              |                 |
| Novembre        | Me              | Gi              | Ve              | Sa              | Do              | Lu              | Ma              | Me              | Gi              | Ve              | Sa              | Do              | Lu              | Ma              | Me              | Gi              | Ve              | Sa              | Do              | Lu              | Ma              | Me              | Gi              | Ve              | Sa              | Do              | Lu              | Ma              | Me              | Gi              |                 |                 |
| Dicembre        | Ve              | Sa              | Do              | Lu              | Ma              | Me              | Gi              | Ve              | Sa              | Do              | Lu              | Ma              | Me              | Gi              | Ve              | Sa              | Do              | Lu              | Ma              | Me              | Gi              | Ve              | Sa              | Do              | Lu              | Ma              | Me              | Gi              | Ve              | Sa              | Do              |                 |